# Matti Hautamäki
Matti Antero Hautamäki, né le 14 juillet 1981 à Oulu, est un sauteur à ski finlandais.

## Biographie
Matti a commencé le saut à ski en 1988 et participe à une épreuve de Coupe du monde pour la première fois en 1997 à Lillehammer, où il marque ses premiers points sur le deuxième concours (17e). C'est à cette date également qu'il quittera Oulu pour Kuopio où il intégrera le ski club de Puijo. Aux Championnats du monde junior 1998, à Saint-Moritz, il remporte deux médailles de bronze sur l'individuel et l'épreuve par équipes. Juste après, il signe une dixième place sur la manche de Coupe du monde à Falun. En 1999, il ne parvient qu'à remporter une médaille d'argent par équipes aux Championnats du monde junior à Saalfelden. Pour entamer la saison 1999-2000, Hautamäki se signale alors âgé de 18 ans avec une troisième place sur son tremplin d'entraînement à Kuopio, pour monter sur premier podium dans la Coupe du monde. Même s'il ne reste pas régulier tout la saison, il devient 17e au classement général. Dès le Grand Prix d'été 2000, Hautamäki devient vainqueur parmi l'élite, enlevant le concours d'Hakuba. Durant l'hiver 2000-2001, il confirme ce résultat avec une première victoire individuelle en Coupe du monde à Kuopio, ainsi que deux autres podiums, dont un en vol à ski à Oberstdorf. Il devient ainsi sixième mondial. Lors des Championnats du monde 2001 à Lahti, en Finlande, il remporte sa première médaille avec l'argent sur le concours par équipes avec Risto Jussilainen, Ville Kantee et Janne Ahonen.
En 2001-2002, il obtient de multiples résultats sur le podium, dont trois victoires à Zakopane, Falun et Trondheim, qui le propulse au troisième rang du classement général, soit le meilleur de sa carrière. 2002 voit Hautamäki prendre part à ses premiers jeux olympiques à Salt Lake City, commençant par une sixième place au petit tremplin, puis remportant la médaille de bronze au grand tremplin, derrière Simon Ammann et Adam Malysz, puis la médaille d'argent par équipes.
En 2002-2003, il doit attendre janvier pour monter sur son premier de l'hiver à Hakuba, avant de glaner la médaille d'argent sur le grand tremplin aux Championnats du monde de Val di Fiemme, à seulement 2,5 points d'Adam Malysz et la médaille d'or sur la compétition par équipes avec Tami Kiuru, Arttu Lappi et Janne Ahonen. 
Il achève sa saison au sommet avec trois succès (dont deux individuels) sur le tremplin de vol à ski de Planica.
Il se retire en 2012 de la compétition, avec comme bilan quatre médailles olympiques dont deux en individuel, quatre médailles mondiales dont un titre en 2003 par équipes ainsi que seize victoires en Coupe du monde. Son frère Jussi a également pratique le saut à ski au niveau international.

## Palmarès

### Jeux olympiques
| Épreuve / Édition | Salt Lake City 2002 | Turin 2006 | Vancouver 2010 |
| Petit tremplin    | 6e                  | Argent     |                |
| Grand tremplin    | Bronze              | 5e         | 26e            |
| Par équipes       | Argent              | Argent     | 4e             |

### Championnats du monde
| Épreuve / Édition | Épreuve / Édition | Lahti 2001 | Val di Fiemme 2003 | Oberstdorf 2005 | Sapporo 2007 | Liberec 2009 | Oslo 2011 |
| Petit tremplin    | Petit tremplin    | 9e         | 9e                 | 17e             | 15e          | 36e          | 38e       |
| Grand tremplin    | Grand tremplin    |            | Argent             | 6e              | 18e          | 11e          | 5e        |
| Par équipes       | PT                | Argent     |                    | 4e              |              |              | 8e        |
| Par équipes       | GT                |            | Or                 | Argent          | 4e           | 6e           | 7e        |

PT = petit tremplin, GT = grand tremplin

### Championnats du monde de vol à ski
| Épreuve / Édition | Harrachov 2002 | Planica 2004 | Kulm 2006 | Oberstdorf 2008 | Planica 2010 | Vikersund 2012 |
| Individuel        | Bronze         | 7e           | 11e       | 14e             | 17e          | 26e            |
| Par équipes       | -              | Argent       | Argent    | Argent          | Bronze       | 8e             |

### Coupe du monde
- Meilleur classement général : 3e en 2002 et 2005.
- 2e de la Tournée des quatre tremplins 2001-2002.
- Vainqueur de la Tournée nordique en 2002 et 2005.
- 62 podiums :
  - 38 podiums en épreuve individuelle : 16 victoires, 10 deuxièmes places et 12 troisièmes places.
  - 24 podiums en épreuve par équipes, dont 7 victoires.

#### Victoires individuelles
| Année | Lieu |
| 2001  | Kuopio (Finlande)                                                                                                  |
| 2002  | Zakopane (Pologne), Falun (Suède), Trondheim (Norvège)                                                             |
| 2003  | Planica x2 (Slovénie)                                                                                              |
| 2004  | Kuusamo (Finlande), Hakuba (Japon)                                                                                 |
| 2005  | Pragelato (Italie), Lahti (Finlande), Kuopio (Finlande), Lillehammer (Norvège), Oslo (Norvège), Planica (Slovénie) |
| 2006  | Zakopane x2 (Pologne)                                                                                              |

#### Classements généraux
| Compet'/Année | Compet'/Année | Classement général | Classement général |
| ------------- | ------------- | ------------------ | ------------------ |
| Compet'/Année | Compet'/Année | Class.             | Points             |
| 1998          | 1998          | 39e                | 104                |
| 1999          | 1999          | 101e               | 1                  |
| 2000          | 2000          | 17e                | 341                |
| 2001          | 2001          | 6e                 | 648                |
| 2002          | 2002          | 3e                 | 1048               |
| 2003          | 2003          | 8e                 | 797                |
| 2004          | 2004          | 7e                 | 673                |
| 2005          | 2005          | 3e                 | 1275               |
| 2006          | 2006          | 11e                | 563                |
| 2007          | 2007          | 9e                 | 526                |
| 2008          | 2008          | 19e                | 273                |
| 2009          | 2009          | 12e                | 558                |
| 2010          | 2010          | 27e                | 154                |
| 2011          | 2011          | 8e                 | 764                |
| 2012          | 2012          | 49e                | 51                 |

## Records du monde
- Le 23 mars 2003, il bat le record du monde du vol à ski avec un saut de 231 m lors de l'étape de Planica (il battra 3 fois le record du monde en 4 jours).